# Dansk National Samling
Dansk National Samling (DNS) var ett nazistiskt parti i Danmark som grundades i augusti 1944 av flera framträdande danska nazister under ledning av Ejnar Jørgensen. De stod i opposition till det som var kvar av Danmarks Nationalsocialistiske Arbejderparti, DNSAP. Partiet var tänkt som ett försök att samla dansk nazism, men försöket lyckades inte eftersom medlemstillströmningen uteblev och partiet upphörde slutligen i mars 1945. Flera av medlemmarna anslöt sig på nytt till DNSAP då DNS underställdes DNSAP:

### Översättning
Den här artikeln är helt eller delvis baserad på material från danskspråkiga Wikipedia.